# Bureau d'études de Morozov
Le bureau d'études de Morozov (ХКБМ ou KMDB) (en russe : Харківське Конструкторське Бюро з Машинобудування ім. О.О. Морозова et en anglais : Kharkov Morozov Machine Building Design Bureau) est une entreprise publique basée à Kharkiv en Ukraine.
Elle est spécialisée dans la conception de chars de combat et est connue pour les chars BT, T-34, T-54, T-64 et T-84.
Elle porte le nom d'Alexander Alexandrovich Morozov.